# E.C. Was Here
Albums de Eric Clapton
There's One in Every Crowd
(1975) No Reason to Cry
(1976)
E.C. Was Here est un album enregistré en public du guitariste/chanteur anglais Eric Clapton. Il est sorti en 1975 sur le label RSO Records et a été produit par Tom Dowd.

## Historique
Il s'agit d'une compilation d'extraits enregistrés en public lors des concerts des 19 et 20 juillet 1974 à la Long Beach Arena de Long Beach en Californie, le 4 décembre 1974 au Hammersmith Odeon de Londres et le 25 juin 1975 au Providence Civic Center de Rhode Island. 
Cet album ne contient aucun titres des trois albums, (Eric Clapton, 461 Ocean Boulevard et There's One in Every Crowd), qu'Eric Clapton a enregistré en solo. Cet album est orienté vers le blues :
- Have you Ever Loved a Woman, composé par le bluesman américain Billy Myles, avait été enregistré la première fois en studio par Clapton pour l'album Layla and Other Assorted Love Songs en 1970.
- Presence of the Lord est une composition de Clapton qu'il écrivit en 1969 pour l'unique album  du supergroupe Blind Faith. On peut déjà en trouver une version "live" sur l'album In Concert enregistré avec Derek and the Dominos en 1970 et sur l'album Eric Clapton's Rainbow Concert enregistré en 1973.
- Driftin' Blues est un standard du blues composé en 1945 par Johnny Moore, Charles Brown et Eddie Williams, membres du groupe Johnny Moore's Three Blazers.
- Can't Find My Way Home est une composition de Steve Winwood écrite pour l'album Blind Faith. Clapton et Winwood en enregistreront une version pour l'album Clapton and Winwood: Live at Madison Square Garden enregistré en 2008.
- Ramblin' on My Mind, composition du bluesman américain Robert Johnson, fut enregistré en 1966 par Clapton pour l'album Blues Breakers with Eric Clapton alors qu'il accompagnait John Mayall & the Bluesbreakers.
- Further On Up the Road est un blues composé en 1957 par John Medwick Vasey et Dan Robey, dont Clapton nous présente ici une version accélérée. C'est la première fois qu'elle figure sur un album de Clapton, mais on peut la retrouver notamment sur l'album en public Just One Night enregistré en 1979 au Japon.

Cet album se classa à la 20e place du Billboard 200 aux États-Unis et à la 14e place des charts britanniques. En France, il resta classé 15 semaines pour atteindre une 13e place comme meilleur classement.

## Liste des titres
Face 1
| No | Titre                       | Auteur                                      | Durée |
| -- | --------------------------- | ------------------------------------------- | ----- |
| 1. | Have You Ever Loved A Woman | Billy Myles                                 | 7:52  |
| 2. | Presence of the Lord        | Eric Clapton                                | 6:44  |
| 3. | Driftin' Blues              | Johnny Moore, Charles Brown, Eddie Williams | 11:31 |

Face 2
| No | Titre                  | Auteur                 | Durée |
| -- | ---------------------- | ---------------------- | ----- |
| 4. | Can't Find My Way Home | Steve Winwood          | 5:19  |
| 5. | Ramblin' on My Mind    | Robert Johnson         | 7:29  |
| 6. | Further On Up the Road | Joe Medwick, Don Robey | 7:41  |

## Musiciens
- Eric Clapton — guitare, chant
- Yvonne Elliman — chant
- George Terry — guitare
- Dick Sims — orgue
- Carl Radle — basse
- Jamie Oldaker — batterie
- Marcy Levy — tambourin

## Charts et certification
| Pays        | Durée du classement | Meilleur classement |
| ----------- | ------------------- | ------------------- |
| Allemagne   | 1 semaine           | 34e                 |
| Canada      | 17 semaines         | 10e                 |
| États-Unis  | 13 semaines         | 20e                 |
| France      | 15 semaines         | 13e                 |
| Norvège     | 6 semaines          | 13e                 |
| Royaume-Uni | 6 semaines          | 14e                 |

| Pays        | Certification | Ventes   | Date       |
| ----------- | ------------- | -------- | ---------- |
| Royaume-Uni | Argent        | 60 000 + | 01/10/1975 |